# 大西圭斎
大西 圭斎（おおにし けいさい、安永2年（1773年） - 文政12年6月11日（1829年7月11日））は江戸時代後期の南画家。
名は允、字を叔明、もしくは名は弘、字を毅卿。号は圭斎・幽渓・小痴道人・一簑烟客・再生翁など。通称を又一。江戸の生まれ。

## 略歴
大西家は代々豊前中津藩の家臣であり、圭斎も江戸詰家臣として江戸藩邸に住み、藩主奥平昌高に仕えた。
画ははじめ沈南蘋の風を好んで宋紫石・宋紫山親子に師事し、その孫の宋紫岡にも学んだという。その後、谷文晁の写山楼に入門。明代の画家・林良や、清の蒋廷錫にも学んだという。しばしば南蘋派の絵師に分類されるが、実際の作品を見ると淡彩の花鳥画を得意としていた。圭斎が中津藩の御用絵師で会ったかは定かではないが、藩命で度々中津にも赴き、その地に多くの作品を遺している。
晩年になって江戸木挽町に住む。豪放磊落で酒を好んだと交流の会った儒者松崎慊堂が伝えている。詩文も巧みで雲室上人の小不朽吟社に参加している。画人の荒木寛快とも交友が知られる。
弟子に岡本秋暉・矢島群芳がいる。享年58。
子の大西仙洲も画をよくし、初め江戸詰めだったが、維新後は中津市で暮らした。

## 作品
- 「虎図 」 江戸時代後期 大分県立芸術会館
- 「花鳥図 」 文政11年 (1828年)  大分県立芸術会館
- 「龍・鶴襖絵」 中津市歴史民俗資料館
- 「松樹油蝉図」
- 「四季草花図」

## 脚註
1. ↑  『近世画史』
2. 1 2  『慊堂日録』
3. ↑  『竹田荘師友画録』
4. ↑  菊池五山『五山堂詩話』